# Karl Abraham
Karl Abraham, nemški psihoanalitik, * 3. maj 1877, Bremen, † 25. december 1925, Berlin.
Bil je voditelj berlinske šole psihoanalitike. Preučeval je simboliko sanj in mita. Oralno fazo Sigmunda Freuda je razdelil na dva dela: zgodnjo oralno fazo in pozno, oralno-sadistično fazo - s tem ji je dodal vidik agresivnosti in prisvajanja. Njegovo glavno delo je Sanje in mit. Študija iz ljudske psihologije (Traum und Mythos. Eine Studie zur Völkerpsychologie) iz leta 1909.